# NGC 5
Az NGC 5 egy elliptikus galaxis a Andromeda (Androméda) csillagképben.

## Felfedezése
Az NGC 5 galaxist Édouard Jean-Marie Stephan fedezte fel 1888. október 21-én.

## Tudományos adatok
A galaxis 5111 km/s sebességgel távolodik tőlünk.